# Dr. Johnsons Heimkehr
Dr. Johnsons Heimkehr (Originaltitel: Homecoming) ist ein US-amerikanisches Filmdrama aus dem Jahr 1948 von Mervyn LeRoy mit Clark Gable und Lana Turner in den Hauptrollen. Der Film wurde von Metro-Goldwyn-Mayer produziert.

## Handlung
Mit einem Transportschiff werden zum Ende des Zweiten Weltkrieges Soldaten von Europa zurück in die USA gebracht. Unter ihnen ist Dr. Ulysses Johnson, der von einem Journalisten nach seinen Erlebnissen befragt wird.
1941 ist Johnson Chefchirurg in einer amerikanischen Klinik. Während niemand an Johnsons Qualitäten als Chirurg zweifelt, stellt Dr. Sunday, Johnsons Freund und Kollege, seine Einstellung in Frage. Sunday hält Johnson für einen Heuchler, den der Krieg in Europa mehr berührt, als die Armen im eigenen Land, die an Malaria, Unterernährung und anderen Krankheiten leiden. Für Sunday ist der Grund von Johnsons Eintritt in die Armee reiner Egoismus, weil es Mode ist.
Nach der Grundausbildung und einem Abschiedsfest mit seiner Frau Penny wird Johnson nach Europa verschifft. Hier lernt er seine zukünftige Assistentin, Lieutenant Jane McCall, kennen. Der strenge Johnson und die kecke McCall freunden sich nach anfänglichen Schwierigkeiten an. Nach einem Luftangriff auf das Camp unternehmen die beiden einen Ausflug. Bei der Rückkehr erfährt Johnson, dass sein Freund Sergeant Monkevickz durch eine Malaria-Infektion gestorben ist. Diese Infektion hat sich Monkevickz schon daheim in Chester Village zugezogen und wurde von Ärzten leichtfertig vernachlässigt. Bei einem weiteren Luftangriff gehen Johnson und McCall in Deckung. Johnson macht sich Vorwürfe, seinen Freund nicht richtig behandelt zu haben und schreibt seiner Frau, sie solle Monkevickz Vater besuchen. Penny erfüllt die Bitte und begegnet Sunday. Sie glaubt, ihr Mann habe eine Affäre, weil er ihr so oft über McCall schreibt. 
Nach der Invasion in der Normandie wird McCall abkommandiert und küsst Johnson zum Abschied. Nach einiger Zeit begegnen sich die beiden in Paris wieder. Zusammen werden sie zu ihrer alten Einheit geschickt, die unter schwerem Beschuss liegt. Nach einiger Zeit wird der depressive Johnson heimgeschickt. Er sucht Sunday auf und bittet um Verzeihung, dass er dessen Kritik nicht genug Beachtung geschenkt hat. Penny erzählt er, er habe seine Selbstsicherheit verloren, als er Zeuge wurde, wie McCall im Lazarett an einer Schusswunde starb. Er bittet Penny um Geduld, bis seine seelischen Wunden verheilt sind. Sie akzeptiert glücklich und umarmt ihren Ehemann.

## Produktion
Gedreht wurde der Film von Ende August bis Anfang November 1947 in den MGM-Studios in Culver City. Die Kampfszenen entstanden auf der Ahmanson Ranch bei Los Angeles.

## Stab und Besetzung
Cedric Gibbons und Randall Duell waren die Art Directors, Edwin B. Willis und Henry Grace die Szenenbildner, Helen Rose die Kostümbildnerin. Douglas Shearer war für den Ton verantwortlich, A. Arnold Gillespie und Warren Newcombe für die Spezialeffekte.
In kleinen nicht im Abspann erwähnten Nebenrollen traten Wally Cassell, Dorothy Christy, Jeff Corey, Joseph Crehan, Leslie Denison, Alan Hale jr., Anne Nagel, Arthur O’Connell und William Tannen auf.

## Veröffentlichung
Die Premiere des Films fand am 29. April 1948 in New York statt. In der Bundesrepublik Deutschland kam er am 28. September 1951 in die Kinos, in Österreich schon am 15. August 1950.

## Kritiken
Das Lexikon des internationalen Films schrieb: „Zerdehnter, sentimentaler Problemfilm mit attraktiver Darstellung.“
Bosley Crowther von der The New York Times befand, der Film gebe vor, sich ernsthaft mit ernsten Dingen wie Krieg und der Versorgung von Verwundeten auseinanderzusetzen. In Wirklichkeit sei er nicht mehr als ein künstlicher Klumpen Romanze, gefertigt um zwei prächtige Stars auszubeuten. Der Film sei ein großer Klecks Unaufrichtigkeit.
Der Kritiker des TV Guide fand gute und schlechte Seiten. Die Besetzung sei exzellent, die Chemie zwischen Gable und Turner stimme. Doch die Geschichte sei eine reine Seifenoper und weit unter dem Talent der Hauptdarsteller. Der Film begünstige Klischees und einfache Lösungen für komplexe Probleme.